# Alibánfa
Alibánfa è un comune dell'Ungheria di 480 abitanti (dati 2001). È situato nella contea di Zala.